# Bahnhof Bergen auf Rügen
Der Bahnhof Bergen auf Rügen ist der Bahnhof der Stadt Bergen auf Rügen. Dort zweigt die Verbindung nach Lauterbach Mole von der Bahnstrecke Stralsund–Sassnitz ab. Außerdem war der Bahnhof bis 1970 Ausgangspunkt einer Strecke der Rügenschen Kleinbahn nach Altenkirchen. Er wird regelmäßig von Fernverkehrszügen der Deutschen Bahn sowie Regionalzügen der Ostdeutschen Eisenbahn und der Eisenbahn-Bau- und Betriebsgesellschaft Pressnitztalbahn bedient. Das Empfangsgebäude steht unter Denkmalschutz.

## Geschichte
Am 1. Juli 1883 wurde der Bahnhof zusammen mit dem ersten Abschnitt der heutigen Bahnstrecke Stralsund–Sassnitz eröffnet. Zu den Anlagen zählten zunächst ein zweiständiger Lokschuppen mit Kohlenbansen, eine Ladestraße mit Kopf- und Seitenrampe, ein Güterschuppen sowie ein zweigeschossiges Empfangsgebäude im neoromanischen Stil mit Postamt. Bereits sechs Jahre später, im August 1889, erhielt der Bahnhof Anschluss an die Nebenbahn nach Putbus, die 1890 nach Lauterbach verlängert wurde.
1896 ging eine Strecke der Rügenschen Kleinbahn von Bergen nach Altenkirchen in Betrieb. Da aufgrund deren schmaler Spurweite von 750 mm keine direkte Verbindung zu den beiden bestehenden Bahnstrecken geschaffen werden konnte, wurde für die Kleinbahn der Bahnhof Bergen (Rügen) Ost unmittelbar nördlich des bereits vorhandenen Bahnhofs gebaut. Dieser erhielt ein eigenes Empfangsgebäude und einen Güterschuppen. 1970 wurde diese Strecke zusammen mit dem Ostbahnhof jedoch wieder stillgelegt.
Nach dem Zweiten Weltkrieg wurde das zweite Gleis in Richtung Altefähr als Reparationsleistung entfernt. Den Güterumschlag verlegte man von Bergen nach Rambin. Der durch die Stilllegung der Schmalspurbahn frei gewordene Platz wurde für die Bahnmeisterei genutzt und auf den umgespurten Gleisen fand die Zugbildung statt.
Ab dem 27. Mai 1989 war die Strecke Stralsund–Sassnitz elektrifiziert. Des Weiteren wurden Lichtsignale installiert. Der Bahnübergang nördlich des Bahnhofs wurde dabei entfernt und durch eine Fußgängerbrücke ersetzt. Von 2003 bis zum 27. August 2004 wurden das Empfangsgebäude für etwa neun Millionen Euro saniert und die Bahnsteige erneuert. Seitdem ist der gesamte Bahnhof barrierefrei zugänglich. Zwei, ehemals örtlich besetzte, elektromechanische Stellwerke sind außer Betrieb. Sie wurden 2017 durch ein elektronisches Stellwerk ersetzt, das zunächst aus Altefähr ferngesteuert wurde. Das denkmalgeschützte Gebäude des Stellwerks W1 wurde ab 2023 saniert. Dort befinden sich seit November 2024 die beiden Bedienplätze der vormaligen Fahrdienstleiter Altefähr und Lietzow.
Der planmäßige Güterverkehr wurde 1994 eingestellt. Trotzdem verkehren kontinuierlich Sonderzüge mit Baustoffen und Holz, die im Bereich der Ladestraße be- oder entladen werden.

## Anlage

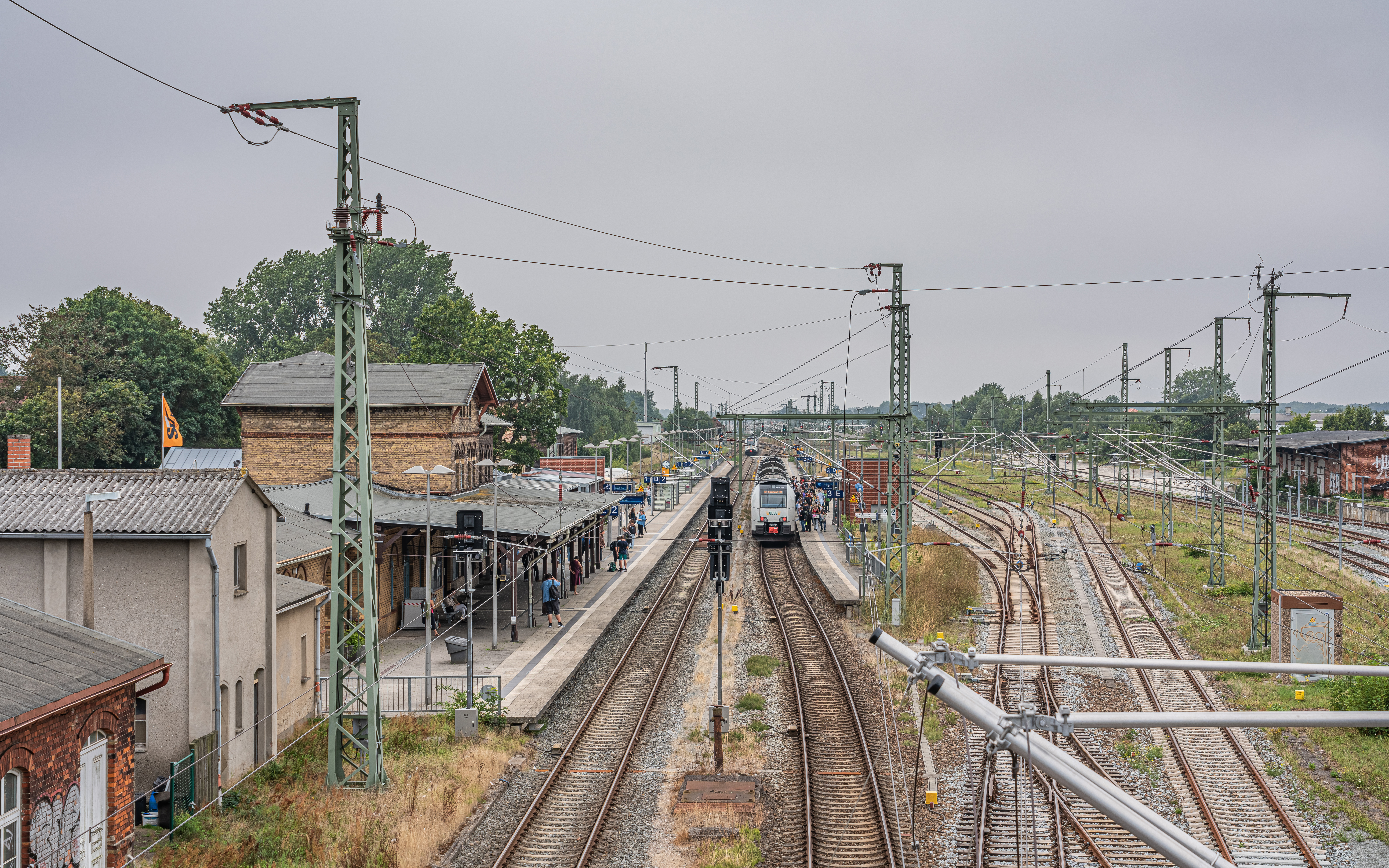
Gesamtansicht des Bahnhofs von der Fußgängerbrücke

Der Bahnhof verfügt über vier Bahnsteiggleise. Auf den drei durchgängig befahrbaren Gleisen 2, 3 und 4 halten die Regional- und Fernzüge der Strecke Stralsund–Sassnitz. Am Hausbahnsteig befindet sich neben Gleis 2 das Stumpfgleis 1, welches südlich des Empfangsgebäudes endet. Dort halten die Züge der Strecke nach Lauterbach. Die Gleise 3 und 4 sind über einen Mittelbahnsteig erreichbar, der durch eine Unterführung mit dem Empfangsgebäude verbunden ist. Westlich und südöstlich der Bahnsteiggleise befinden sich mehrere Abstell- und Gütergleise.
Außer dem denkmalgeschützten Empfangsgebäude sind noch die ebenfalls unter Denkmalschutz stehenden Gebäude des Güterschuppens, des ehemaligen Lokschuppens und des Stellwerkes Ost direkt am Bahnhof vorhanden.

### Kleinbahnhof
Von den umfangreichen Gleisanlagen des ehemaligen Kleinbahnhofes an der heutigen Gingster Chaussee ist heute nichts mehr zu sehen. Neben den Anlagen für den Personenverkehr gab es auch Gleise zur Laderampe des Staatsbahnhofs zum Überladen und eine Rampe zum Verladen von Schmalspurfahrzeugen auf Normalspurwagen.
Das Empfangsgebäude und der Güterschuppen sind noch vorhanden und stehen unter Denkmalschutz.

## Zugverkehr
Am Bahnhof Bergen auf Rügen halten stündlich Regional-Express-Züge und Regionalzüge der Eisenbahn-Bau- und Betriebsgesellschaft Pressnitztalbahn. Außerdem ist er Halt aller auf der Insel Rügen verkehrenden Fernverkehrszüge.

### Fernverkehr
| Linie            | Linienverlauf | Taktfrequenz  | Fahrzeugmaterial                  | EVU               |
| ---------------- | --- | ------------- | --------------------------------- | ----------------- |
| ICE 14           | (Ostseebad Binz – Bergen auf Rügen –) Stralsund – Greifswald – Pasewalk – Angermünde – Berlin | zwei Zugpaare | ICE 2                             | DB Fernverkehr AG |
| ICE 26           | (Ostseebad Binz – Bergen auf Rügen –) Stralsund – Rostock – Schwerin – Hamburg – Bremen – Osnabrück – Münster (Westf) – Dortmund – Essen – Duisburg – Düsseldorf – Köln – Bonn – Koblenz – Mainz – Mannheim – Heidelberg – Karlsruhe | zwei Zugpaare | ICE T                             | DB Fernverkehr AG |
| ICE 28           | (Ostseebad Binz – Bergen auf Rügen –) Stralsund – Berlin – Leipzig – Erfurt – Nürnberg – Ingolstadt – München | ein Zugpaar   | ICE T                             | DB Fernverkehr AG |
| IC 30            | (Ostseebad Binz – Bergen auf Rügen –) Stralsund – Rostock – Schwerin – Hamburg – Bremen – Köln – Stuttgart | ein Zugpaar   | Baureihe 101 + 11 InterCity-Wagen | DB Fernverkehr AG |
| Stand: Juni 2022 | |               |                                   |                   |

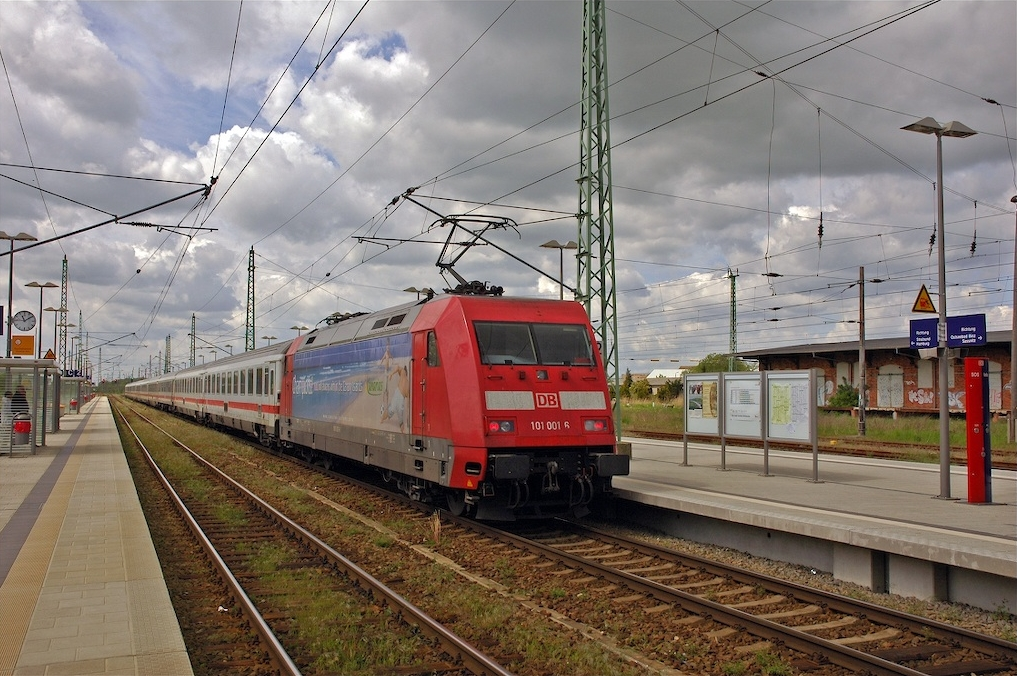
Ein Intercity (IC) in Richtung Stuttgart auf Gleis 3 des Bahnhofs Bergen auf Rügen

Die IC-/ICE-Züge (Stuttgart –) Hamburg – Stralsund fahren auf ihrer Stammbahn bis Stralsund in der Regel im Zweistundentakt, einzelne Züge werden (insbesondere in der Sommerzeit) bis Binz durchgebunden und halten dann auch in Bergen auf Rügen. Die Intercity-Express-Zugpaare aus München fahren nur am Wochenende und ebenfalls nur in der Sommerzeit nach Binz, ansonsten enden die Züge in Stralsund.

### Regionalverkehr

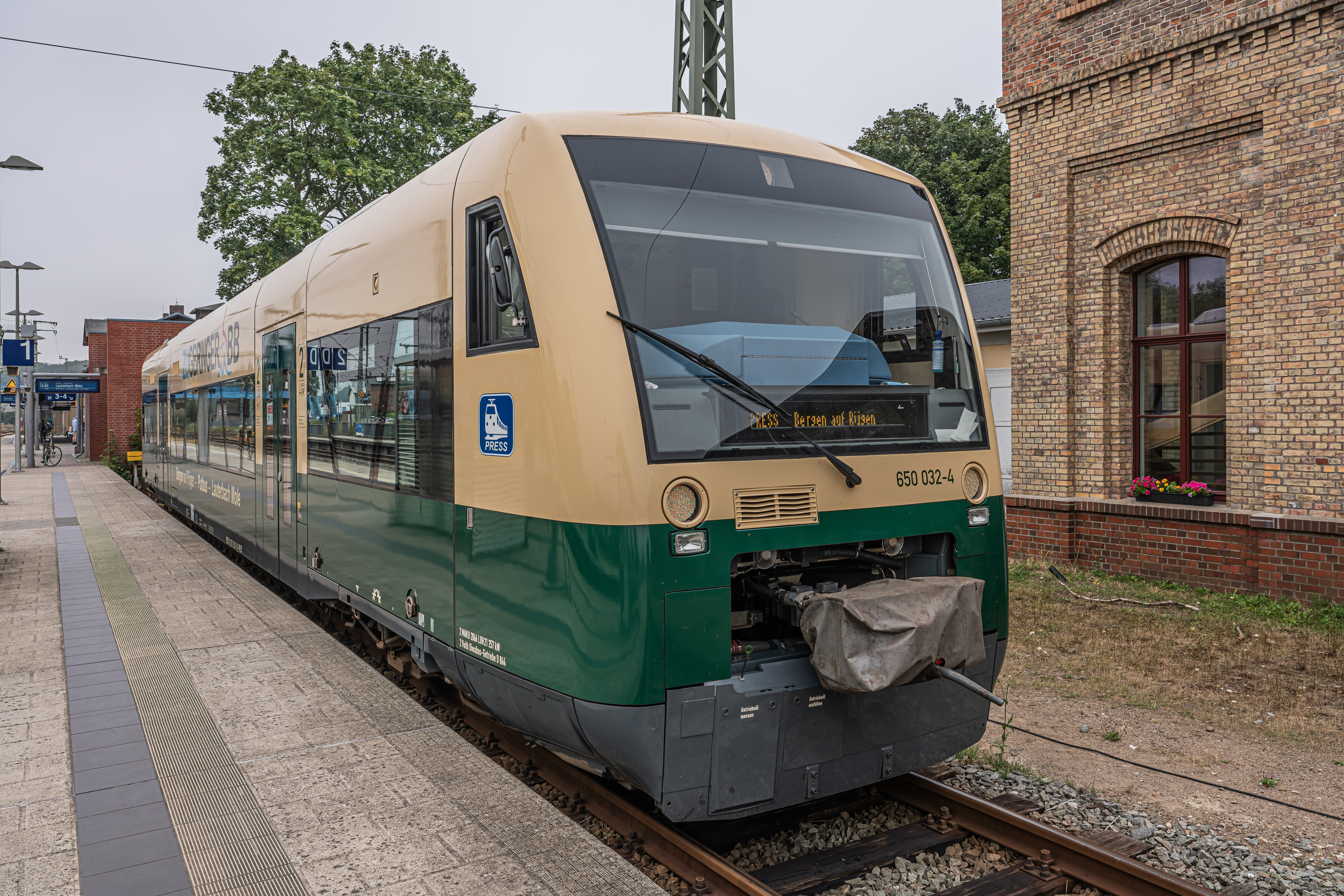
Ein bereitstehender Stadler Regio-Shuttle RS 1 der RB26

| Linie            | Linienverlauf | Taktfrequenz | Fahrzeugmaterial          | EVU                                                           |
| ---------------- | --- | --- | ------------------------- | ------------------------------------------------------------- |
| RE 9             | Ostseebad Binz – Prora – Lietzow (Rügen) / Sassnitz – Sagard – Lietzow (Rügen) – Bergen auf Rügen – Samtens – Stralsund (– Velgast – Ribnitz-Damgarten – Rostock) | jeweils zweistündlich Rostock–Sassnitz und Stralsund–Binz alternierend, in Lietzow jeweils Anschluss Sassnitz oder Binz | Siemens Desiro Mainline   | Ostdeutsche Eisenbahn GmbH                                    |
| RB 26            | Bergen auf Rügen – Putbus – Lauterbach Mole | stündlich | Stadler Regio-Shuttle RS1 | Eisenbahn-Bau- und Betriebsgesellschaft Pressnitztalbahn GmbH |
| RE 27            | Bergen auf Rügen – Sassnitz Fährhafen | 2 Zugpaare samstags im Sommer                                                                                           | 672                       | Hanseatische Eisenbahn                                        |
| Stand: Juni 2022 | | |                           |                                                               |

### Nachtverkehr
Bis zum Fahrplanwechsel 2016/2017 im Dezember 2016 verkehrten Nachtzüge von und nach Binz. In Bergen wurde dabei immer auch gehalten. Alle diese Verbindungen wurden nur in der Sommersaison angeboten und oft nur samstags. Von 2009 bis 2016 verkehrte der CNL „Komet“ zwischen Binz und Basel. Zeitweise waren es nur Kurswagengruppen. Davor wurde Ostseebad Binz im Nachtverkehr von der Gattung NZ (DB NachtZug) bedient. Von 2001 bis 2007 bestand eine Verbindung nach Nordrhein-Westfalen. Aus Richtung Binz fuhren deren Züge bis Dortmund, in der Gegenrichtung kamen sie aus Hagen. 1999 und 2000 verkehrten Nachtzüge (NZ) von Stuttgart nach Ostseebad Binz. Bis 1997 endete mit dem Schnellzug „Arkona“ ein Zug aus Basel in Binz.

## Anbindung
Über die Haltestelle Bahnhof und den Busbahnhof in unmittelbarer Nähe ist der Bahnhof an mehrere regionale Buslinien der Verkehrsgesellschaft Vorpommern-Rügen (VVR) angebunden. Vom Busbahnhof existieren außerdem direkte Fernbusverbindungen nach Berlin und Dresden.